# Fisket ost
Fisket ost er en ost, som har en snitflade med mange små, uregelmæssige huller på størrelse med riskorn. Inden ostevallen aftappes, fremstilles de fleste faste oste på samme måde, og forskellene kommer derfor først frem senere:
En fisket ost fremstilles ved at ostekornene efter aftapning af ostevallen "fiskes" op af ostekarret, afdryppes for valle og hældes i forme. De presses kun let for at lukke overfladen og lægges i varmt vand i kort tid for yderligere at lukke overfladen. Hvis der ikke blev lukket af, ville der  trænge luft, vand, uønskede bakterier eller andet ind i osten og ødelægge modningen. Herefter køles osten, lægges i saltlage og til  modning.
Modningstiden er afhængig af den ønskede ostetype og fedtindholdet, men fra 8-10 uger er ikke unormalt. Af danske fiskede oste findes kun Havarti og Esrom.
| Mad og drikke | Spire Denne artikel om mad og drikke er en spire som bør udbygges. Du er velkommen til at hjælpe Wikipedia ved at udvide den. |